# Lymantria galinaria
Lymantria galinaria är en fjärilsart som beskrevs av Swinhoe 1903. Lymantria galinaria ingår i släktet Lymantria och familjen tofsspinnare. Inga underarter finns listade i Catalogue of Life.